# Rue Jacques-Callot
Rue Jacques-Callot är en gata i Quartier de la Monnaie i Paris 6:e arrondissement. Rue Jacques-Callot, som börjar vid Rue Mazarine 42–46 och slutar vid Rue de Seine 47, är uppkallad efter gravören Jacques Callot (1592–1635) från Lorraine. Rue Jacques-Callot föregicks av Passage du Pont-Neuf.

## Omgivningar
- Saint-Germain-des-Prés
- Boulevard Saint-Germain
- Square Gabriel-Pierné
- Musée national Eugène-Delacroix
- Place de Furstemberg
- Rue de Furstemberg

## Bilder
| - Passage du Pont-Neuf. Fotografi av Eugène Atget. - Saint-Germain-des-Prés. |

## Kommunikationer
- Tunnelbana – linje  – Mabillon
- Busshållplats Mazarine – Paris bussnät, linjerna 58 70

### Webbkällor
- ”Rue Jacques-Callot”. Mairie de Paris. http://www.v2asp.paris.fr/commun/v2asp/v2/nomenclature_voies/Voieactu/4709.nom.htm. Läst 23 april 2021.
- ”Rue Jacques-Callot”. Les rues de Paris. https://www.parisrues.com/rues06/paris-06-rue-jacques-callot.html. Läst 23 april 2021.